# チコ (カリフォルニア州)
チコ（またはチーコ、英: Chico）は、アメリカ合衆国カリフォルニア州のビュート郡にある都市。人口は10万1475人（2020年）で、郡内最大である。
チコはカリフォルニア州立大学チコ校が立地する学園都市である。また、サクラメント・バレー北部の文化、経済および教育の中心である。市立公園であるビッドウェル公園は全米有数の大公園である。
チコ近隣にはパラダイスやオーロビルなどの町があり、未編入地域としてはダーラム、コハセット、デイトン、ハミルトンシティ、ノードおよびフォレストランチがある。チコ都市圏の人口は約21万人である。
市の公式ニックネームは市章に従って「薔薇の都市」である。チコはアーバー・デイ基金によって23年間、アメリカの樹木の都市に指定されてきた。

## 歴史

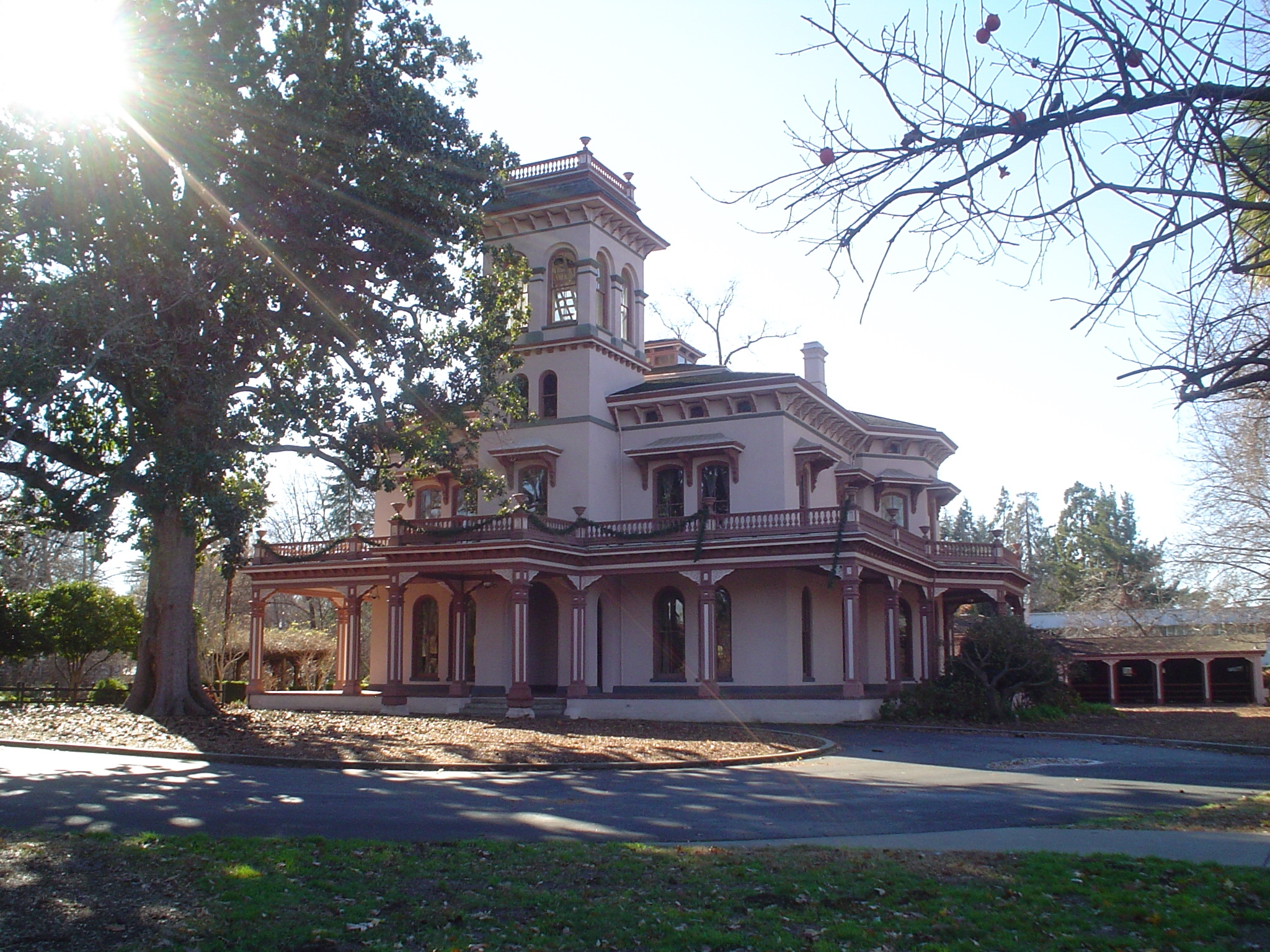
ビドウェル邸宅

この地の先住民は、ネイティブ・アメリカンのマイドゥ族（英語: Maidu）内のメチュープダ族（英語: Mechoopda）であり、スペイン語で「小さい」を意味するチコと呼ばれている。
チコの町は1843年に最初の荷車隊でカリフォルニアに到着した中の一人、ジョン・ビッドウェル将軍によって、1860年に設立された。1872年1月8日に市制が布かれた。
チコには市制が敷かれたころに重要な中国系アメリカ人社会があったが、放火犯達が1886年2月にチャイナタウンを焼き払い、中国系アメリカ人を町から追い出した。
歴史家のW・H・"オールドハッチ"・ハッチンソンがチコの歴史で最も影響力の大きい5つの事件を選んだ。これには1850年のジョン・ビッドウェルの到着、1870年のカリフォルニア・アンド・オレゴン鉄道の到達、1887年の州立師範学校北支部（後のカリフォルニア州立大学チコ校）の設立、1900年のダイアモンド・マッチ会社によるシエラ木材会社の買収、および現在チコ市営空港となっている陸軍航空基地の発展が含まれている。
その他幾つかの重要な出来事はより最近にチコで起こったことだった。これらには、1960年代に町を通ったカリフォルニア州道99E号線の建設と付け替え、1987年にPLAYBOYマガジンがカリフォルニア州立大学チコ校を国内で第1位のパーティスクール（酒やドラッグを多用する評判のある学校）と名付けたこと、および農業用地の保護のために市の西側境界線に「グリーンライン」を設立したことが入っている。
1961年7月31日、アメリカ合衆国本土では初めての飛行機乗っ取り事件がチコ市民空港で起こった。2人が瀕死の重傷を負い、乗っ取り犯は30年間以上の禁固刑を言い渡された。
チコは幾つかの雑誌で評価されている。例えばフォーブス・マガジンの2000年5月号では、「アメリカのベストプレイス」で第1位に、マネー・ドットコムの1999年調査で「暮らしのベストプレイス」第13位に、オーガニックスタイル・マガジンの2003年9月10月号で健康的都市の16位に、ファーマーズ・インシュアランスの2006年調査で、人口15万人以下の安全な都市で17位にランクされた。
チコの市民法典9.60では、如何なる者も核兵器とその部品、移動システムあるいはその部品を生産し、試験し、保守し、あるいは貯蔵してはならないとされた。

## 地理

### 位置
チコは世界でも最も肥沃な農業地帯の一つであるサクラメント・バレーの北東縁に位置する。シエラネバダ山脈が東にあり、チコの市境はその麓に数マイル入っている。西にはサクラメント川が市境から5マイル (8 km) の位置を流れている。

### 地形

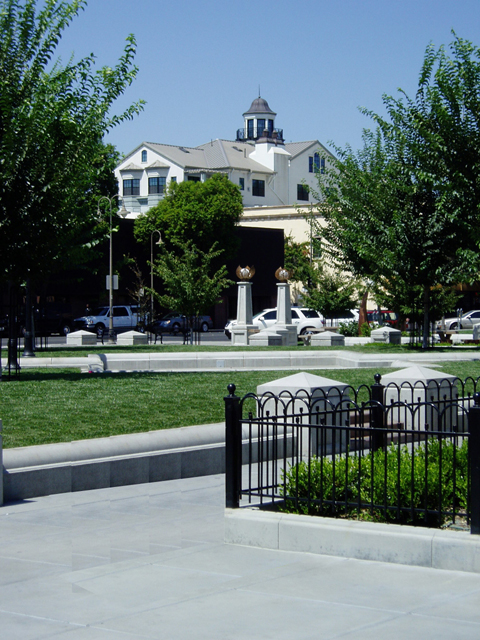
チコのシティプラザ

チコはカスケード山脈とシエラネバダ山脈の麓の丘陵に近いサクラメント・バレー底部にあり、リトルチコ・クリークがカスケード山脈（北支流）とシエラネバダ山脈の（南支流）の間の境界線になっている。市の地形は全体として平面であり、東部市境から次第に丘陵性の地形になっていく。
アメリカ合衆国国勢調査局に拠れば、市域全面積は27.8平方マイル (71.9 km2)であり、このうち陸地は27.7平方マイル (71.8 km2)、水域率は0.04%である。
市内は市中心部からシエラネバダ山脈の峰に向かって5マイル (8 km) 続くビドウェル公園で2つに別れている。
また2つのクリークと1つの洪水調整水路が横切っており、これらの水路はサクラメント川に注いでおり、それぞれ、ビッグチコ・クリーク、リトルチコ・クリーク、およびリンド水路（地元ではサンディ・ガルチ）と名付けられている。

### 通りの構成
チコの中心街は概してビッグチコ・クリークとリトルチコ・クリークの間にある。通りの格子は地球の東西南北に対して49.75°傾いている。概して東北東から西南西に向かう通りとアベニューには番号が打たれている。ブロックは通常、通りとアベニューの番号に対応して3桁の番地が打たれている。東北東から西南西の通りとアベニューが番号を打たれるのに対し、北北西から南南東に走る通りは概して木の名前が付けられている。カリフォルニア州立大学チコ校キャンパスと交差する木の名前を持つ通りは順にチェスナット、ヘイゼル、アイビー、チェリー、およびオレンジとなっており、その頭文字を並べると「CHICO」となる。
市内を北西から南東に走る大通りはメインストリート／ブロードウェイ（これらはそれぞれ南東方向と北西方向に一方通行である）と呼ばれるカリフォルニア産業州道99号線、パークアベニュー、エスプラナーデとミッドウェイである。通りには99号線との位置関係で「東」または「西」が付けられる。
東西に走る多くの通りとアベニューがある。この事実は混乱を生むことがある。「通り」はカリフォルニア州立大学チコ校キャンパスより南で中心街を通っているのに対し、「アベニュー」はキャンパスの北にあってエスプラナーデを通っている。エスプラナーデから奇数番号のアベニューに左折することは禁止されており、西11番アベニューのみは例外で直進のみである。
番号付き通りとアベニューおよびその他の通りの大半がエスプラナーデ、メインストリートおよびパークアベニューと交差する所で、その西側の番地は下2桁が00から49であり、東側の番地は50から99となっている。極少数だが例外もある。奇数番地は多くが通りの南側にある。
メインストリートがエスプラナーデに変わるビッグチコ・クリークに架かる橋に北を向いて立つと、奇数番地は道の左にある（ビッドウェル邸宅はエスプラナーデ525番地）。この慣習は全ての番号付きアベニューに当てはまる。橋から南を向くと、やはり奇数番地は道の左にある（ここで慣習が入れ替わっている）。この慣習は番号付き通りに当てはまる。

### 地区

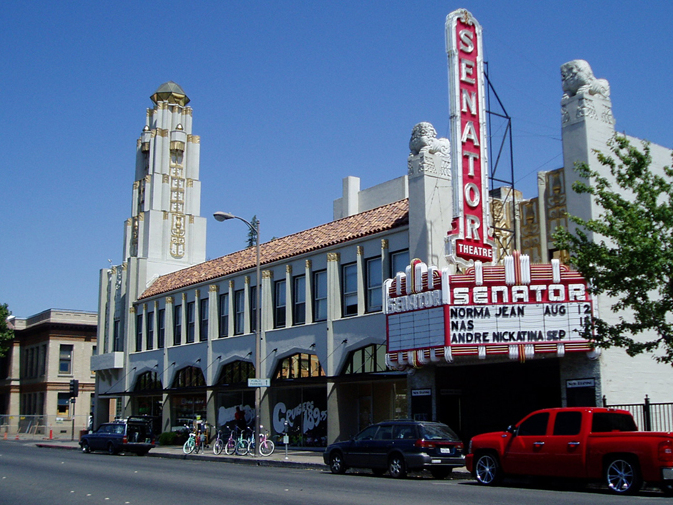
セネター劇場、1928年完成、総工費30万ドル。マイケル・ネイフィーとナッサー兄弟のためにティモシー・フルーガーが設計した。

チコ中心街は主要商業地区である。概してビッグチコ・クリークとリトルチコ・クリークの間、ウォール通りとセーラム通りの間にある。チコ中心街事業協会が中心街の利益を社会に対して代表している。メインストリートとブロードウェイが中心街を横切る2つの大通りである。三角形をしたリンゲル公園が中心街の直ぐ北にある。チコ・シティプラザが中心にあり、4番通りと5番通りの間にある。メインストリートとオロービル・アベニューが集まる西9番通りは「ザ・ジャンクション」と呼ばれ、中心街の南端である。フンボルト道路と昔のシャスタステイジ道路（現在のメインストリートとエスプラナーデ）が集まる「ザ・ジャンクション」は、ジョン・ビッドウェルとその共同経営者たちが、チコとスーザンビルさらにはアイダホ州のルビーシティなど豊富な金鉱脈を繋ぐ駅馬車線を創った会社を設立した1860年代初期にその名前を付けられた。ここはフンボルト道路の始点であり、現在は州道99号線までがフンボルト・アベニュー、その先がフンボルト道路となって、丘陵部まで続いている。「ザ・ジャンクション」は、駅馬車中継所に発着する人々に商品やサービスを提供していた時代には事業地区だった。
サウス・キャンパスは、西2番通り、セイラム通り、西9番通りおよび市の西境界（グリーンラインと呼ばれる）に囲まれた地区である。歴史的には市内で最初の住宅地域である。現在は、市内でも最も人口密度の高い地域になっている。サウス・キャンパス地区協会が地区の利益を社会に対して代表している。35歳以下の若い借家人、特にカリフォルニア州立大学チコ校の学生が圧倒的に多い動的な住宅地区である。5番通りとアイビー通りの交差点が地区の商業中核であり、地元では「ファイブ・アンド・アイ」と呼ばれることもある。この地区には多くの友愛会や女子学生会の建物があり、市は「友愛会／女子学生会オーバーレイゾーン」と指定されてきた。このゾーンはサウス・キャンパス地区とほぼ一致している。この地区にはクレイグ・ホールとデポ公園がある。
バーバーは労働者階級の住宅地区であり、概してリトルチコ・クリークの南、パーク・アベニューの西にある。バーバー地区協会が地区の利益を社会に対して代表している。元々隣接するダイアモンド・マッチ工場の従業員の家屋のために造られた。地区の名前もダイアモンド・マッチ会社社長オハイオ・コロンバス・バーバーに因むものである。今日、ダイアモンド・マッチの土地は「バーバー・ヤード」と呼ばれる将来の開発地域に指定されている。
チャップマンタウン は、チコ市内の地域に完全に囲まれた労働者階級の住宅地区であるが、地区自体は市の一部ではなく、ビュート郡の管轄に入っている。現在はリトルチコ・クリーク、ブーシェー通り、ギル通り、および東16番通りに囲まれた地域として知られている。東20番通りの南からフェア通りの東もチャップマンタウンと呼ばれている。歴史的にはマルベリー通りの東をすべてチャップマンタウンと呼んでいたが、今はそうではない。市域に入っていないために、側道、下水など市のサービスが無い。しかし、市内に入っている場合の規制（鶏舎、野焼きなどの禁止）も無い。この地区にはチコ地域レクレーション地区の設備である「ドロシー・F・ジョンソン地区センター」がある。地区名はオーガスタス・チャップマンに因むものである。
ザ・アベニューズは、歴史的には「チコ・ベシーノ」と呼ばれた、ビッグチコ・クリークより北の地域を指す比較的新しい名前の地区である。エスプラナーデと交差する番号付きアベニューが含まれる。この住宅地区はカリフォルニア州立大学チコ校キャンパスの北、リンド運河の南にある。この地区にはエンロー医療センターがある。
マンション・パークは、ビッドウェル邸宅に隣接し、カリフォルニア州立大学チコ校キャンパス北東隅とチコ高校のの間にある高級住宅地区である。市内の大変過密な駐車事情の中にあって、許可を得た住民のみの駐車ゾーンとして好まれていることで著名である。この地区には「アルバート・E・ウォーレンズ迎賓館」（元「ジュリア・モーガンの家）や「ビッドウェル円形競技場」がある。元々大学教授やスタッフ、その他の専門職など中流上層階級が住む町であり、現在も続いている。

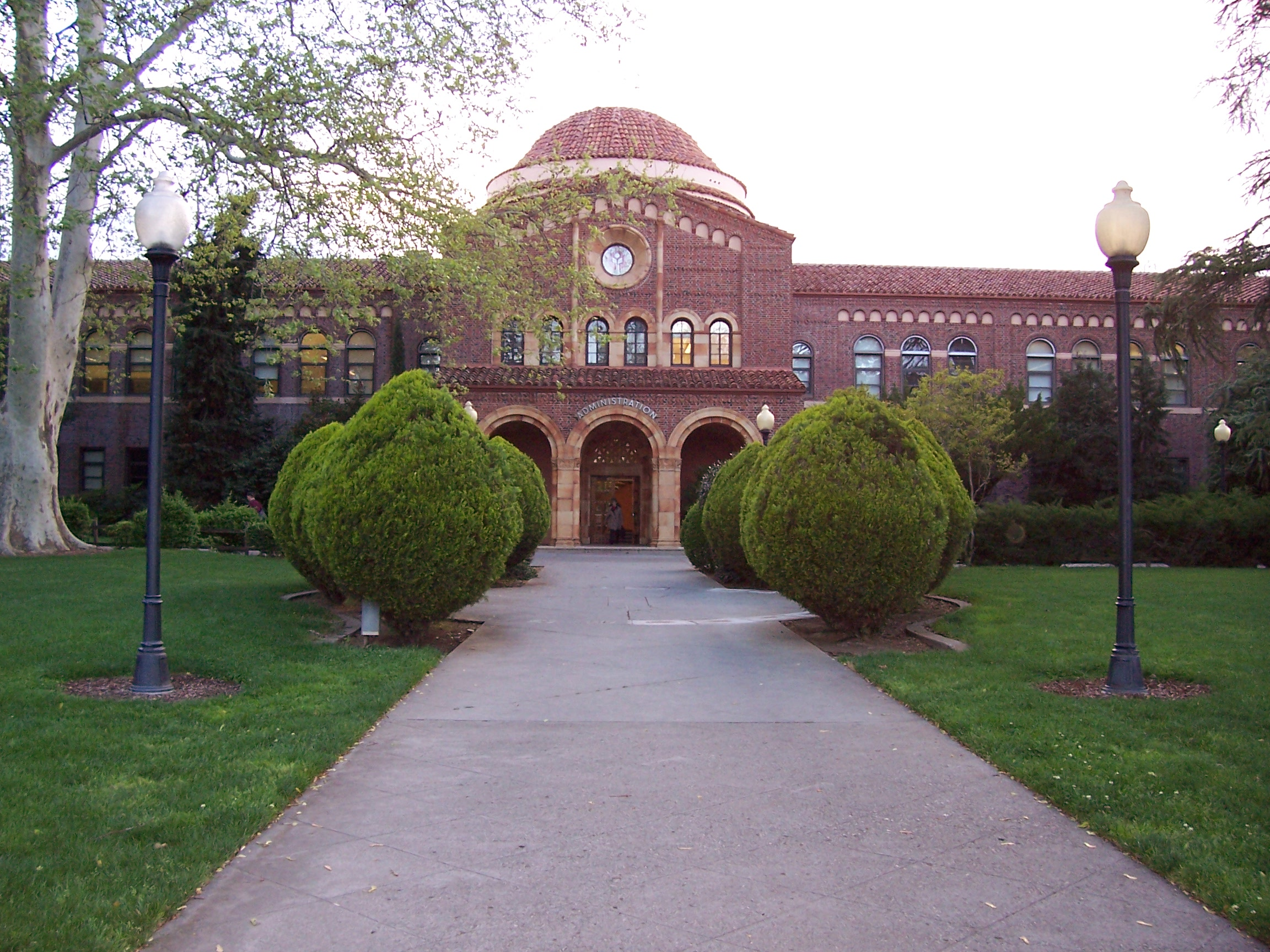
カリフォルニア州立大学チコ校のケンドール・ホール

ドーミルは開発中の都市型住宅地区であり、概して東20番通りの北とブルース道路の東にある。
ノブヒルは開発中の住宅地区であり、ブルース道路の西、カリフォルニア州道32号線の北にある。
カリフォルニア・パークは開発中の住宅地区であり、ブルース道路の東、カリフォルニア州道32号線の北にある。この地区にはキャニオン・オークスと呼ばれる小さな地域を含んでいる。
アスペングレンは住宅地区であり、エスプラナーデの東、東シャスタ・アベニューの北にある。ここの多くの通りはコロラド州に関連するものの名前を付けられている。
カシックエリアは町の北端にあって様々なタイプの家屋が交じり合っている。果樹園、エスプラナーデ、および西イースト・アベニューに囲まれている。この地区深く入っていくとその平和的裏通りに多くの美しい家屋を見ることができる。
ビッグチコ・クリーク・エステイツは町の南西にある中流住宅開発地区である。後ろを美しいビッグチコ・クリークが流れ、チコでは最も新しい小学校に近い。
リトルチコ・クリーク・エステイツはチコ南東にある中流住宅開発地区である。かつてはオリーブの果樹園があったところである。リトルチコ・クリークと小さな洪水調整水路との間にあり、ブルース道路を西端に、スティルソン・キャニオンを東端に開発された。分水ダムで2つの水路が造られたことでスティルソン・キャニオンの中の住宅とは分離された。ハンク・マーシュ・ジュニアハイスクールやリトルチコ・クリーク小学校に大変近く、チコ・モールを初め様々なショッピングセンターも近い。
その他の地区として、サウスパーク、ノースパーク、バロムブロサ、バロニパークおよびハンコックパークがある。
チコには幾つか大型の郊外型地区があり、ドーミル、バーバー・ヤード、メリアムパークおよびウエストサイドプレイスなど、計画中か建設中である。
上述の地区にはチコの大きな部分を含んでいない。それぞれ特異な性格と見どころのある多くの地域がある。これら地域の幾つかは少し前まで市域の外にあったが、常にチコの社会の一部だった。その大半はそこに20年間以上住んでいる住民の比率が高く根付いている。外郭の古い地域には50年間以上そこに住んでいる人を見つけることも容易である。

### 公園とクリーク岸の歩行者自転車専用道路
公園

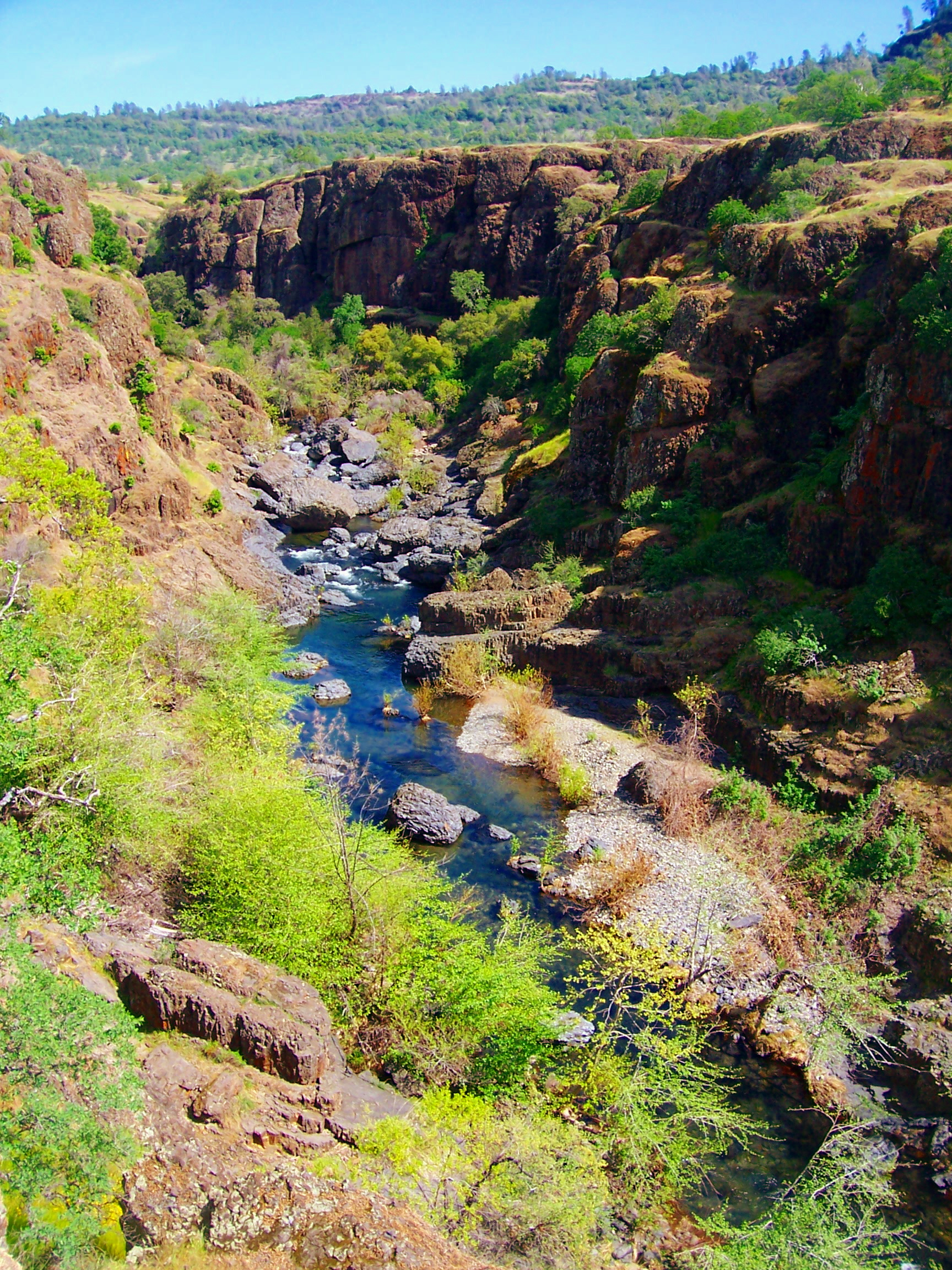
ビッドウェル公園上流

- ベルベナ・フィールズ：元は採石場で現在は自然公園として再生されている。この計画では季節による湿地の拡張と改良、はんらん原幅の拡大、自然植栽の再生、メチョープダ文化植栽地区の確立、遊歩道の建設、および公共教育の提供が行われる。
- バロニ公園
- ビッドウェル公園
- 子供遊戯場
- デポ公園
- デガルモ公園
- ノートルダム公園の東20番通り（未開発）
- ハンコック公園
- ヘンショー公園（未開発）
- フッカーオークレクレーション地域
- セレス公園（未開発）
- フンボルト公園（フンボルト・アット・ウィロー）
- ノブヒル／フサ牧場公園
- ジョー・フレーザー記念公園
- ピーターソン公園
- シティプラザ
- リンゲル公園
- スケートボード公園
- ワイルドウッド公園
- マーティン・ルーサー・キング公園
- チャップマン公園
- オークウェイ公園
- ロータリー公園（ウォール通り）
- ロータリー公園（16番通りとブロードウェイ）

クリーク岸の歩行者自転車専用道路
- リトルチコ・クリーク
- マッド・クリーク
- シカモア・クリーク
- コマンチェ・クリーク
- サンディ・ガルチ（リンド水路）歩行者自転車専用道路
- ベアホール（ビッドウェル公園上流）
- アリゲーターホール（ビッドウェル公園上流）
- サーモンホール（ビッドウェル公園上流）

### 気候
チコとサクラメント・バレーは典型的な地中海性気候である。夏の気温は100°F (38℃)以上まで上がることがある。晴天の日が多いことでは国内都市圏でもトップクラスである。冬は温暖で湿潤であり、1月が降水量の多い月である。年間平均降水量は26.04インチ (661 mm) である。秋と冬には濃い地上霧がしばしば発生する。
| チコの気候                           | チコの気候   | チコの気候   | チコの気候   | チコの気候 | チコの気候  | チコの気候  | チコの気候 | チコの気候 | チコの気候  | チコの気候  | チコの気候   | チコの気候 | チコの気候    |
| 月                                   | 1月          | 2月          | 3月          | 4月        | 5月         | 6月         | 7月        | 8月        | 9月         | 10月        | 11月         | 12月       | 年            |
| ------------------------------------ | ------------ | ------------ | ------------ | ---------- | ----------- | ----------- | ---------- | ---------- | ----------- | ----------- | ------------ | ---------- | ------------- |
| 最高気温記録 °C （°F）               | 25 (77)      | 28 (82)      | 34 (93)      | 37 (98)    | 42 (108)    | 46 (115)    | 47 (117)   | 47 (116)   | 46 (114)    | 39 (103)    | 33 (91)      | 24 (76)    | 47 (117)      |
| 平均最高気温 °C （°F）               | 12 (53)      | 15 (59)      | 17 (63)      | 21 (70)    | 26 (78)     | 30 (86)     | 32 (90)    | 32 (89)    | 28 (82)     | 21 (69)     | 14 (58)      | 11 (52)    | 21.6 (70.8)   |
| 平均最低気温 °C （°F）               | 2 (35)       | 4 (39)       | 6 (42)       | 7 (45)     | 10 (50)     | 14 (57)     | 16 (60)    | 15 (59)    | 12 (53)     | 8 (46)      | 4 (39)       | 1 (34)     | 8.3 (46.6)    |
| 最低気温記録 °C （°F）               | −11 (12)     | −9 (16)      | −5 (23)      | −3 (27)    | −1 (30)     | 3 (38)      | 4 (40)     | 3 (38)     | 2 (35)      | −5 (23)     | −7 (20)      | −12 (11)   | −12 (11)      |
| 降水量 mm （inch）                   | 149.6 (5.89) | 133.1 (5.24) | 122.7 (4.83) | 50 (1.97)  | 24.6 (0.97) | 12.7 (0.50) | 1.5 (0.06) | 4.8 (0.19) | 18.3 (0.72) | 65.8 (2.59) | 101.6 (4.00) | 130 (5.12) | 814.7 (32.08) |
| 出典：The Weather Channel 2008-12-16 |              |              |              |            |             |             |            |            |             |             |              |            |               |

## 人口動態
以下は2005年の推計人口統計データである。
| 基礎データ - 人口: 59,954人 - 世帯数: 23,476世帯 - 家族数: 11,644家族 - 人口密度: 834.5人/km2（2,161.0人/mi2） - 住居数: 24,386軒 - 住居密度: 339.4軒/km2（879.0軒/mi2） 人種別人口構成 - 白人: 82.36% - アフリカン・アメリカン: 2.03% - ネイティブ・アメリカン: 1.30% - アジア人: 4.21% - 太平洋諸島系: 0.19% - その他の人種: 5.65% - 混血: 4.25% - ヒスパニック・ラテン系: 12.26% | 年齢別人口構成 - 18歳未満: 21.1% - 18-24歳: 27.0% - 25-44歳: 26.8% - 45-64歳: 15.2% - 65歳以上: 9.9% - 年齢の中央値: 26歳 - 性比（女性100人あたり男性の人口） - 総人口: 96.4 - 18歳以上: 93.9 世帯と家族（対世帯数） - 18歳未満の子供がいる: 27.1% - 結婚・同居している夫婦: 34.4% - 未婚・離婚・死別女性が世帯主: 11.3% - 非家族世帯: 50.4% - 単身世帯: 29.3% - 65歳以上の老人1人暮らし: 8.1% - 平均構成人数 - 世帯: 2.42人 - 家族: 3.03人 |

## 経済

### 収入
| - 収入の中央値 - 世帯: 29,359米ドル - 家族: 43,077米ドル - 性別 - 男性: 35,548米ドル - 女性: 26,173米ドル - 人口1人あたり収入: 16,970米ドル | - 貧困線以下 - 対人口: 26.6% - 対家族数: 12.7% - 18歳未満: 19.2% - 65歳以上: 8.2% |

地元経済の多くはカリフォルニア州立大学チコ校があることから得られている。雇用を生む産業としては、教育、医療と社会事業で30.3%、小売業で14.9%、芸術、娯楽、レクレーション、宿泊、飲食サービスで12.6%となっている。
| 非製造業雇用主10傑（カッコ内は従業員数） 1. エンロー医療センター（2,268人） 2. ビュート郡（チコ市以外、2,032人） 3. カリフォルニア州立大学チコ校（1,823人） 4. チコ統合教育学区（1,400人） 5. トリ・カウンティーズ銀行（700人） 6. ビュート・グレン・コミュニティカレッジ地区（602人） 7. ライグタッチ・ナショナルスクール・スタジオ会社（500人） 8. チコ市（453人） 9. フェザーフォールズ・カジノ（チコ市外、400人） 10. 雇用開発局（350人） | 製造業雇用主10傑（カッコ内は従業員数） 1. シエラネバダ醸造（325人） 2. コレット・オブ・カリフォルニア（250人） 3. サンガード・パブリックセクター（240人） 4. エアロ・ユニオン会社（185人） 5. サンセット・モールディング会社（145人） 6. スマッカー・クォリティ飲料（130人） 7. ランドバーグ家族農園（110人） 8. ノーフィールド・インダストリーズ（110人） 9. JG・ブラッタン（100人） 10. レックス・プロダクツ会社（93人） |

過去20年間で、チコは地域の買い物客の目的地として浮上してきた。チコ最大の小売地区は東20番通りのチコ・モール周辺である。チコ・モールが建設されてからの20年間で、ターゲット、コールズ、ベスト・バイおよびウォルマートなど多くの全国的小売業者が近くに出店した。2008年1月、チコ・モールを改装する計画が公表され、モール最西端（以前はトラウトマンズが入っていた）を壊し、このモールと近くのコールズ・ショッピングセンターとを繋ぐ開放型「ライフスタイル」ショッピングセンターが建設されることになった。
チコにはノース・バレー・プラザモールもあり、市では初めての屋内型ショッピングセンターだった。このモールの建設は1965年に始まり、チコ・モールが1988年にできるまで市内最大のショッピングセンターだった。それから数年間「古い」モールと「新しい」モールが互いに競り合った。ノース・バレー・プラザモールは、テナントの古い重鎮だったJCペニーが1993年にチコ・モールに移転した時に打撃を受けた。「古い」モールは緩りと衰退し、空き店舗が増えた。その後数回再活性化の試みを経た後、2002年に徹底改装を行うことになりモールの中心部を壊した。トレーダー・ジョーズなど幾つかの大型店とティンゼルタウン劇場はまだ営業を続けていたが、ノース・バレー・プラザモールを地域のものではなく、地区のショッピングセンターとして変える試みが行われてきた。モール西端のマービンズを重鎮としてJCペニーが抜けた穴を埋めたが、2008年に破産を宣言し、その12月末までに全株式を清算した。2008年が終わるまでにマービンズの全店も営業を止めた。
チコ中心街は特徴があり独立した小売店やレストランで繁盛している。ファーマーズ・マーケットが土曜の朝と木曜の夕方に開かれて人々を集めている。シティプラザでは夏の間定期的に無料コンサートが開催されている。開催場所として、大型および小型のバー、コーヒーショップ、書店および市役所が生で風味ある経験を与えてくれる。

## 政府

### 市政
チコ市は認証市である。市役所はメインストリート411番にあり、市議会議場に隣接している。チコの市政委員会は7人の無党派委員で構成され、偶数年の11月に全市選挙区から選出される。任期は12月第1火曜日に始まり、4年後の12月第1火曜日に終わる。市長は市政員会の互選で選ばれ2年間任期である。市政委員会は毎月第1と第3火曜日に開催される。
市政委員会は空港委員会、建築物照査理事会、芸術委員会、ビッドウェル公園遊技場委員会、人材委員会および計画委員会のメンバーを指名している。

### 郡
チコの市民はビュート郡管理委員会の第2地区と第3地区から代表を送り出している。
ビュート郡郡庁舎はチコ市シエラ・サンライズ・テラス2580番のスイート100にある。

### 州
カリフォルニア州議会下院には、第3下院選挙区から代議員を送り出している。上院には第4上院選挙区から議員を送り出している。

### 連邦政府
アメリカ合衆国下院にはカリフォルニア州第2選挙区から代議員を送り出している。2009年9月時点の議員は共和党のウォリー・ハーガーであり、1987年以来20年以上現職を続けている。

## 教育
チコ統合教育学区がチコ市内だけでなく広い地域全体の教育を管轄している。

### 初等教育
小学校はブルーオーク・チャータースクールなど17校ある。中等学校はビッドウェル・ジュニアハイスクールなど3校あり、6年生から8年生を教えている。

### 二次教育

#### 公立学校
- チコ高校、エスプラナーデ901番にある。
- プレザント・バレー高校、イースト・アベニュー1475番にある。

1998年、市民は3番目の包括的高校を造る予算を住民投票で承認し、キャニオンビュー高校と呼ばれることになっている。しかし、候補地の調査が長引いた後で、入学者数が減少していることが大きな原因になって、新しい高校を建設しないことになった。建設予算は既存2校の改良に当てられることになっている。

#### 専門学校
- アカデミー・フォー・チェンジ --コミュニティ・デイスクール
- フェアビュー高校 --補習学校
- コア・ビュート・チャータースクール --チャーター・スクール

#### 私立学校
- ノートルダム・カトリック学校、ヘイゼル・アベニュー435番
- チャンピオン・クリスチャン学校、イースト・アベニュー1184番
- チコ・オークス・アドベンティスト学校、フッカーオーク・アベニュー1859番
- プレザント・バレー・バプテスト学校、ガーナー・レーン13539番
- チコ・クリスチャン学校および予備校、ノートルダム・ブールバード2801番

### 高等教育
- カリフォルニア州立大学チコ校
- ビュート・カレッジ
- カリフォルニア北部法律学校
- フェニックス大学

## 文化

### 博物館
1986年2月にチコ中心街の元カーネギー図書館ビルにチコ博物館がオープンした。現在はアメリカ合衆国西部におけるその種の巡回展示のみを行っている。ギャラリーが2つあり、様々な一時的かつ巡回する展示がある。さらに小さな2つの常設ギャラリーがあり、チコの多様な歴史を展示している。チコ博物館はパトリック牧場博物館も運営している極西歴史遺産協会が運営している。この博物館は入場無料であり、寄付を受け入れている。
チコ航空博物館は2004年に開館した航空に関する博物館である。屋外に幾つかの飛行機が展示され、近くの建物内には第二次世界大戦の数少ない生き残りの小型展示がある。
ナショナル・ヨーヨー博物館は国内最大規模のヨーヨー収集品を納めており、数年に一度クレーンから落として始める4フィートのヨーヨーもある。ヨーヨー初心者やうまくなりたい人のための教室もある。美術館であるチコ・アートセンターも市内にある。
他に2つの歴史ある建物が博物館になっている。ビッドウェル邸宅は1868年に完成したビクトリア様式の家屋であり、元はジョンとアニーのビッドウェル夫妻の住いだった。ビッドウェル邸宅はカリフォルニア州立歴史公園になっている。元医者のオスカー・スタンスベリーの住いだったスタンスベリー・ハウスは19世紀生活様式の博物館である。
2008年、ビッドウェル邸宅に隣接して、元北カリフォルニア自然史博物館だったゲイトウェイ科学博物館の建設が始まった。この博物館は10年以上の作業の中で科学教育の指導的存在になることを目指しており、北カリフォルニア、海岸、サクラメント・バレーさらに周辺の丘陵や山岳の自然史と自然資源に焦点を当てるはずである。2009年秋の開館が予定されている。

### 美術館と劇場
市内にはザ・クラックスや1078 ギャラリー、アベニュー9、ザ・スペース、24時間ドライブバイ、ザ46など、約40の壁画と幾つかのギャラリーがある。チコの劇場には、ブルールーム劇場、シアターETC、チコ・キャバレー、チコ・パフォーマンシーズ、チコ・シアター・カンパニーおよびシアター・オン・ザ・リッジがある。カリフォルニア州立大学チコ校演劇部も学校年を通して様々な演目を提供している。

## 見どころ

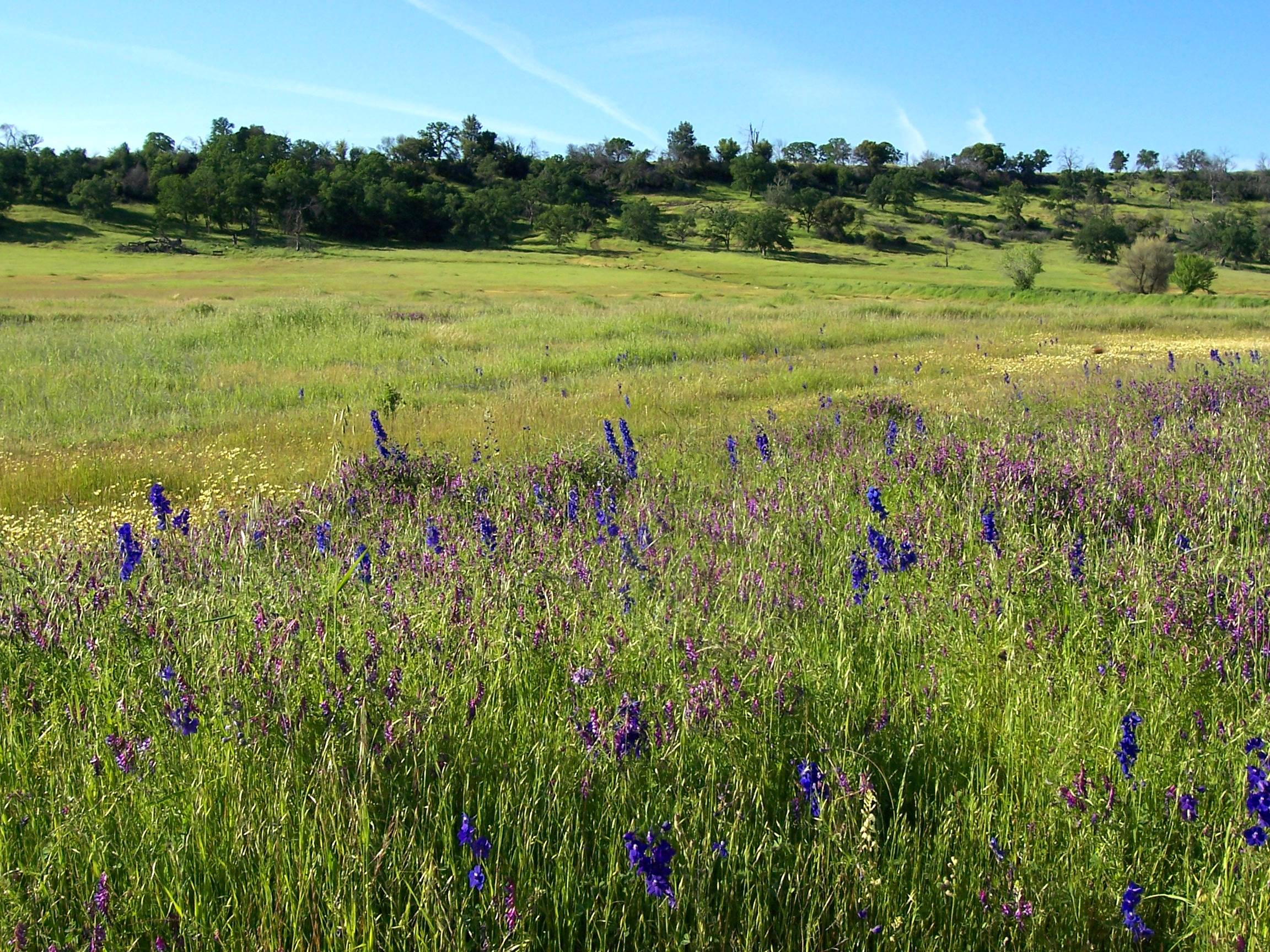
ビッドウェル公園、アメリカ合衆国でも最大規模の市営公園

チコにはアメリカ合衆国でも最大規模の市営公園であるビッドウェル公園があり、ビッドウェル邸宅州立歴史公園やチコ大学樹木園がある。
シエラネバダ醸造は国内第2位の地ビール製造者である。手作り有機エールを作っているビュート・クリーク醸造会社もチコにある。
チコにはカリフォルニア州のサクラメントより北では最も背の高いビル、ホイットニー・ホールがあり、カリフォルニア州立大学チコ校キャンパスの9階建て学生寮である。
カリフォルニア州立大学チコ校にあるメリアム図書館はテッド・メリアムに因んで名付けられた。この建物はサクラメントより北のカリフォルニア州では床面積が最大である。
カリフォルニア州州内健康計画開発局がエンロー医療センターをチコにおける一般救急処置病院に指定し、2006年8月22日時点では、レベルII トラウマ・センターと基本救急治療室を備えている。この施設はエスプラナーデ1531番にある。
元は世界最大のバレー・オークの木だったフッカーオークはビッドウェル公園内フッカーオーク・レクレーション地域にある。
チコ市内にはメチョープダ・マイドゥ族インディアン牧場労働者の小屋がミッションランチ・ブールバード125番にある。
その他の見どころとしては、ビッドウェル市営ゴルフコース、アメリカ合衆国農政省植物紹介庭園、キャニオンオークス・ゴルフコース、ダイアモンド・マッチ工場、チコ博物館、チコ市民センター、ドロシー・F・ジョンソン・ネイバーフッドセンター、退役軍人記念ビル、クレイグ・ホール、スタンスベリー・ハウス、スクラッピー・ドッグ、マディソン・ベア庭園、チコ・クリーク自然センター、チコ・コミュニティ天文台、ビッグチコ・クリーク環境保護地区、チコ地域レクレーション・公園地区、ビッドウェル円形競技場、ハニーラン屋根付き橋、セネター劇場、A・H・チャップマン・ハウス、アレン・サマー・ゲイジ・ハウス、パトリック牧場ハウス、シルバースタイン公園ビル、パイオニア・デイズがある。

## スポーツ
アメリカン・ホワイトウォーター・ジャーナルの2006年7月8月合併号で、チコは合衆国の急流下り5傑に入った。他の4つはペンシルベニア州ジョンズタウン、ノースカロライナ州アッシュビル、アイダホ州ボイシおよびワシントンD.C.だった。
他のスポーツとして以下のものがある。
- チコ・アウトローズ（野球、ゴールデンベースボールリーグ）

日本人の吉田えりが2010年に入団し注目を集めた。2012年2月に解散。
- チコ・ロックス（サッカー、ナショナルプレミアサッカーリーグ）

2007年解散。
- 全国ヨーヨー競技会がチコで開催される。
- カリフォルニア州立大学チコ校運動競技部はNCAAのディビジョン2に属している。

チコはまた自転車に優しい都市としての評判を得ている。1997年、バイシクル・マガジンで国内1位の自転車都市にランクされ、毎年4月にビュート郡を駆け抜ける100マイル (160 km) の自転車レース、ワイルドフラワー・センチュリーも開催している。自転車専用道、トレイルおよびレーンのネットワークを創出する過程にある。著名な自転車道としては、エスプラナーデからチコ空港まで、パーク・アベニューからミッドウェイを通りダーラム方面、リトルチコ・クリークに沿ったブルース道路から州道99号線まで、およびビッドウェル公園内の一連の道がある。ポッター道路に沿った自転車道も間もなく公開され、ハニーラン道路とビュート・クリーク・キャニオンへの道を提供することになる。
チコは同時に2つの野球リーグで同時にチャンピオンを出したホームタウンになった。カリフォルニア州立大学チコ校が1997年と1999年にディビジョンII大学ワールドシリーズでチャンピオンになり、チコ・ヒートもウェスタンゴールデンベースボールリーグで1997年にチャンピオンになった。
チコでは1972年10月に無人気球の高度記録51.8 kmが打ち立てられた。この記録は2002年5月23日に日本で破られた。

## 農業
サクラメント・バレーにあるチコ市は地球上でも最も肥沃な大地の上にある。この地域は農業でも指導的存在である。アーモンドが地域ナンバーワンの作物であり、近年米の収穫量を上回った。その他の作物としては、キウイフルーツ、オリーブ、桃、およびプラムがある。
チコ市の西側は数千のアーモンドの木がある果樹園であり、連続する市域内にもまだ果樹園が残っている。アーモンドは2月遅くから3月初めにピンクと白の花を咲かせる。何百万というミツバチが授粉してくれる。実は8月遅くに収穫される。
クルミも市の北部と西部で主要な農産品である。地域で栽培されるアーモンドとは異なり、クルミは目立つ花をつけないが、大きく育ち、アーモンドより長生きである。アーモンドの収穫時期に近く、9月初旬に収穫される。
暖かい月の毎週木曜夜に中心街の閉鎖された通りではファーマーズ・マーケットが開催される。ウォールストリートの公共駐車場でも土曜日朝に開かれている。

## 交通

### 空港
チコ市民空港はこの地域で使われ、チコ市域の北にある。スカイウエスト航空が運航するユナイテッド航空のユナイテッド・エキスプレスが利用できる。この空港には過剰な軍用機を戦闘機として再艤装する会社「エアロユニオン」の本部がある。
市の西縁には果樹園に囲まれたランチャエロ空港がある。

### 陸上交通

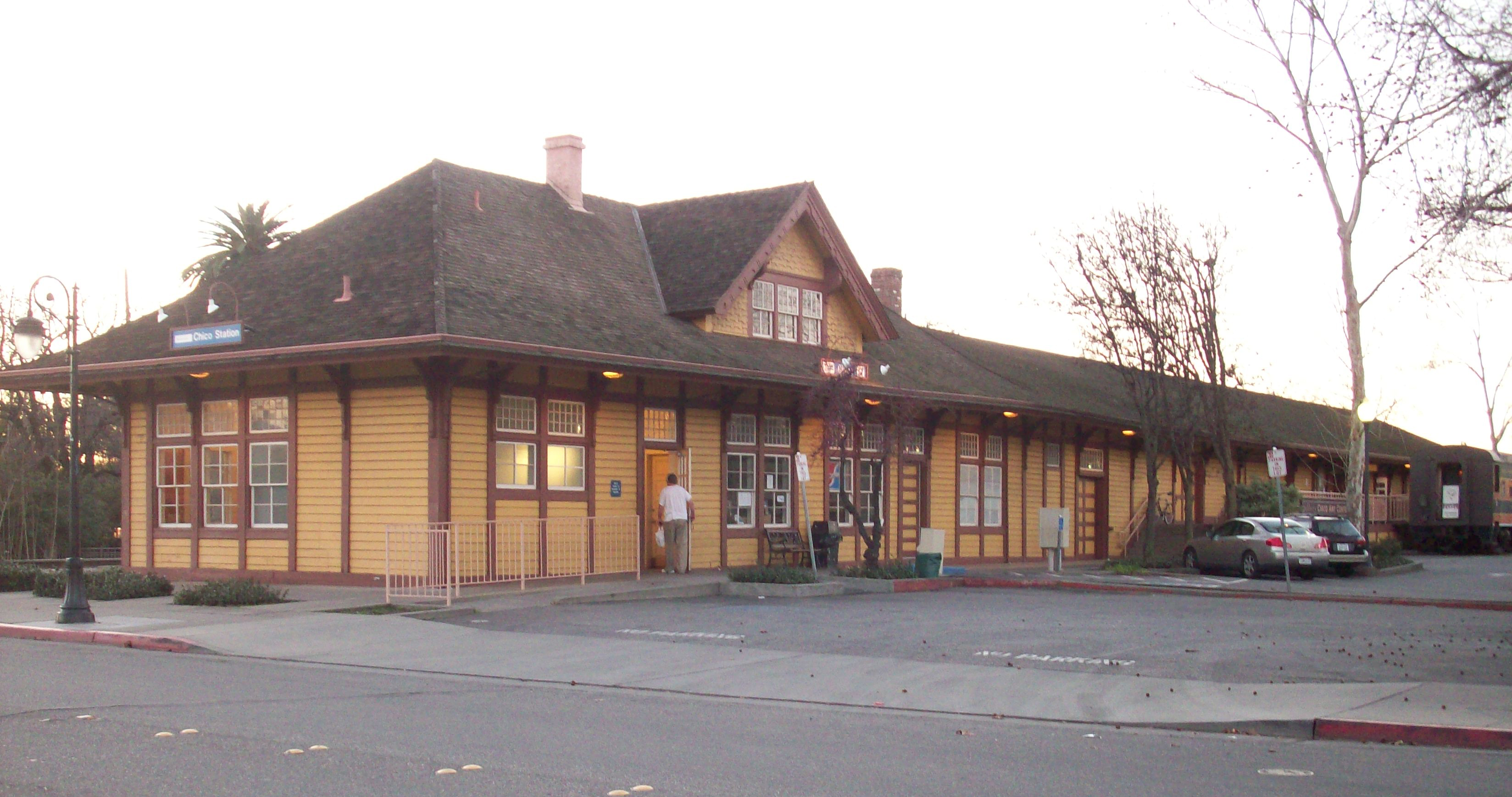
チコ駅

アムトラックが、5番通りとオレンジ通りの角にあるチコ・アムトラック駅を運営している。この駅は車椅子でも一部利用でき、囲われた待合所、公衆トイレ、公衆電話、無料短時間および長時間駐車場がある。列車はシアトルとロサンジェルスの間を走っているコースト・スターライト号が停車し、北向き、南向きともに毎日1往復の運行である。駅にはこのほか、レディングおよびストックトン、サクラメント方面への連絡バスも毎日数便運行されている。グレイハウンドのバス停も同じく5番通りとオレンジ通りの角にある。
ノース・バレー・シャトルが、6番通りとメインストリートの角にあるジャックのレストラン前からサクラメント国際空港まで毎日5便の定期バスを運行している。
Bライン（ビュート地域交通）が、月曜日から土曜日までチコ市域内の8ルートを運行し、学校年の間はカリフォルニア州立大学チコ校学生のために2つのシャトル・ルートを運行している。チコ・クリッパーは9台の改良型バンで年長者や身体障害者のために毎日市内の交通の便を提供している。チコの交通センターは2番通りとセイラム通りの角にある。
チコには少なくとも9つのタクシー会社がある。ペディキャブ（自転車タクシー）は夕方の中心街では普通に使われている。

### 主要ハイウェイ
カリフォルニア州道99号線と32号線がチコ市内を通っている。

## メディア

### 紙媒体
- チコ・エンタプライズ・リコード
- チコ・ニューズ・アンド・レビュー
- インサイドアウト・マガジン
- ザ・オリオン
- シンセシス（雑誌）
- シンセシス（週刊誌）
- アップステイト・ビジネスジャーナル
- ビデオメイカー・マガジン
- グローイングアップ・チコ・マガジン
- ビュートカレッジ・ロードランナー
- コミュニティ・シーズ・マガジン

### テレビ、ラジオ
チコではチコ・レディング地区の多くのテレビ局、FMラジオ局、AMラジオ局からの放送を視聴できる。

## 姉妹都市
- - 台湾、淡水鎮、1985年締結
- - ミシシッピ州パスカグーラ2005年締結[22]

## 著名なチコの出身者
| - ルブナ・アル・カシミ、アメリカ首長国連邦経済計画大臣 - ウィリアム・ベリー、政治コンサルタント - ジョン・ビッドウェル、開拓者、チコ創立者 - アニー・ビッドウェル、女性参政権と禁酒運動指導者、ジョンの妻 - タニア・バリンジャー、モデル、女優 - ジョセフ・ボトム、オリンピックの水泳競技メダリスト - マシュー・カーリントン、学生 - ビル・カーター、ドキュメント映画制作者、著作家 - レイモンド・カーヴァー、作家 - ユージン・A・チャッピー、州上院議員、合衆国下院議員 - クリス・コンリー、セイブ・ザ・デイの歌手、ギタリスト - クレイ・ダルインプル、プロ野球のキャッチャー - レスリー・デニズ、オリンピック選手、大学警察署長 - アマンダ・デトマー、女優 - ビッグ・ポッパ・E（エイリク・オット）、ポエトリー・スラム朗読者 - パット・ギリック、メジャーリーグベースボールのゼネラルマネージャー - ジェリー・ハリス、彫刻家 - ラッセル・ヘイデン、俳優 | - ジェセウ・ヒルブ、カリフォルニア州立大学チコ校卒、著作家、教授、統計学者 - マット・カーニー、歌手 - リック・キーン、州下院議員 - アドナン・カショギ、億万長者、サウジアラビアの武器商人 - ジャニア・ラリチ、著作家、教授、社会学者 - ハロルド・ラング、ダンサー、俳優 - テッド・W・ローソン、アメリカ陸軍航空隊パイロット - カイル・ローシュ、インディアン、プロ野球のピッチャー - パット・マステロット、ドラマー - エド・マクローリン、長年自転車の安全性提唱者、チコ・ベロ・センチュリー・シリーズの取りまとめ役 - エルシー・マクリーン、102歳で最年長ホールインワン達成者 - マイケル・メッスナー、社会学者 - ジョー・ネルソン、プロ野球のピッチャー - ウィリアム・モリス、ガラス工芸家 - マット・オルムステッド、作家、プロデューサー - ナンバーワン・ガン、ミュージカル俳優 - ワンブロック・ラディアス、ミュージカル俳優 - ザ・マザー・ヒップス、ミュージカル俳優 - キャスリーン・パターソン、政治家 | - ジャクソン・ポロック、抽象表現主義の代表的な画家 - リック・リグスビー、テキサス農工大学の教授 - アーロン・ロジャース、NFLグリーンベイ・パッカーズの先発クォーターバック - エド・ロリンズ、政治コンサルタント - ジェイソン・ロス、作家 - キャロライン・シューメーカー、天文学者 - グレゴリー・スミス、シカゴ交響楽団のクラリネット奏者 - ジェシカ・スミス、リアリティーテレビ番組のスター - マイク・シェラード、NFLの選手 - ジェフ・ストーバー、NFLの選手、サンフランシスコ・フォーティナイナーズ - モリス・テイラー、ラジオのアナウンサー - マイク・トンプソン、合衆国下院議員 - ダグラス・ティルデン、彫刻家 - ニキ・ソンガス、合衆国下院議員（マサチューセッツ州選出） - マディ・ウォーターズ、フットボールのコーチ - ビル・ワッテンバーグ、科学者、ラジオのトークショーでホスト - ドン・ヤング、合衆国下院議員（アラスカ州選出） |